# Vernon Handley
Vernon George "Tod" Handley (ur. 11 listopada 1930, zm. 10 września 2008) – brytyjski dyrygent.
Muzyczne wykształcenie odebrał w Guildhall School of Music w Londynie. W 1962 został dyrektorem muzycznym miejskiego okręgu Guildford. Jest twórcą orkiestry Guildford Philharmonic. w latach 1966–1972 wykładał dyrygenturę w Royal College of Music w Londynie. Vernon Handley współpracował z następującymi orkiestrami: London Symphony Orchestra, London Philharrmonic Orchestra i BBC Scottish Symphony Orchestra. W latach 1985–1989 był dyrektorem artystycznym i dyrygentem Ulster Orchestra.

## Nagrody i wyróżnienia
- Gramophone Award
- British Record Industry Award
- The Listeners Disc of the Year 2003